# Jo Jae-hyeon
Dans ce nom coréen, le nom de famille, Jo, précède le nom personnel.
Jo Jae-hyeon (né le 30 juin 1965 à Séoul) est un acteur sud-coréen. Il a beaucoup tourné sous la direction de Kim Ki-duk. Pour lui, il a souvent joué des rôles de « forces de la nature », souvent taciturnes et ne pouvant s'exprimer que par la violence (notamment dans Crocodile, L'île, Bad Guy et Adresse inconnue) mais cachant une personnalité complexe ou un psychisme perturbé.

## Biographie
Jo Jae-hyeon étudie le théâtre et le cinéma à l'Université Kyungsung de Busan et y devient professeur jusqu'en 2018, année de sa démission. Après l'obtention de son diplôme, il s'implique dans les nombreux petits théâtres du quartier de Daehak-ro à Séoul.

### Ses débuts
Au début des années 90, il débute dans des séries de KBS2 et de MBC et au cinéma en 1992 dans le film Sorrow like a Withdraw Dagger de Hong Ki-seon. En 1996, il tourne Crocodile avec Kim Ki-duk, film inspiré par Les amants du Pont-Neuf (1991) de Leos Carax.
En 2011, il prend la direction du Festival DMZ (International Documentary Film Festival).

### Vie privée
En 2018, l'actrice Choi Yul l'accuse d'agression sexuelle, ce que Jo Jae-hyeon reconnaît. Il se retire complètement de toutes ses activités, démissionne de la direction du Festival DMZ et de son poste d'enseignant à l'université.

## Filmographie

### Longs métrages

#### Acteur
- 1992 : Sorrow like a Withdraw Dagger (가슴에 돋는 칼로 슬픔을 자르고) de Hong Ki-seon

- 1996 : Crocodile
- 1996 : Wild Animals
- 1997 : L'Écho du vent en moi
- 1998 : Girls' Night Out
- 1999 : Interview
- 2000 : L'Île
- 2001 : Bad Guy
- 2001 : Adresse inconnue
- 2003 : Sword in the moon
- 2004 : Love, So Divine
- 2012 : El Condor Pasa[5] de Jeon Soo-il : prêtre Park
- 2013 : Mobius (뫼비우스) de Kim Ki-duk : le père
- 2014 : The Fatal Encounter (역린) de Lee Jae-gyu

- 2015 : Un homme coréen (파리의 한국남자) de Jeon Soo-il : Sang-ho
- 2016 : Seon-dal : L'Homme qui vendit la rivière : Sung Dae-ryeon
- 2016: A Break alone[6] (나홀로 휴가) de Jo Jae-hyeon

#### Réalisation
- 2016: A Break alone[6] (나홀로 휴가)

### Séries télévisées
- 2005 : SBS : Hongkong Express (홍콩 익스프레스) : Kang Min-soo

- 2007-2008: MBC : New Heart (뉴하트) : Choi Kang-gook
- 2015 : SBS : Take care of my Dad (아빠를 부탁해)